# Isla Diego Portales
Isla Diego Portales är en ö i Chile.   Den ligger i regionen Región de Magallanes y de la Antártica Chilena, i den södra delen av landet, 2 100 km söder om huvudstaden Santiago de Chile. Arean är 177 kvadratkilometer.
Öns högsta punkt är 1 150 meter över havet.